# Ain’t It Funny (Murder Remix)
Ain’t It Funny (Murder Remix) – piosenka Jennifer Lopez, znajdująca się na płycie J to tha L-O! The Remixes wyprodukowanej przez rapera i producenta Ja Rule'a. Została wydana jako główny singel z tej płyty.

## Informacje
Jest to remiks piosenki Ain’t It Funny, która także została wydana jako singel. Miała ona być użyta do soundtracku filmu „Powiedz tak”, ale nie została tam umieszczona ze względu na zbyt latynoski charakter. Po sukcesie „I’m Real (Murder Remix), Ja Rule postanowił zremiksować Ain’t It Funny.
Singel spędził sześć tygodni na Billboard Hot 100 począwszy od 9 marca. Singel Ashanti „Foolish”, zastąpił go na pierwszym miejscu listy.

## Teledysk
W teledysku występują: Jennifer Lopez, Ja Rule, Ashanti, Irv Gotti i Christina Milian. Teledysk składa się z dwóch części.

## Lista utworów
CD single
1. „Ain’t It Funny” (Murder Remix featuring Ja Rule and Caddillac Tah)
2. „Play” (Artful Dodger Main Mix)
3. „Feelin’ So Good” (HQ2 Club Mix)
4. „Ain’t It Funny” (Murder Remix featuring Ja Rule and Caddillac Tah) (Video)

12” maxi single
1. „Ain’t It Funny” (Murder Remix featuring Ja Rule and Caddillac Tah)
2. „Ain’t It Funny” (Murder Remix featuring Ja Rule and Caddillac Tah) (Instrumental)
3. „Waiting for Tonight” (Hex Hector Vocal Club Extended/Hex's Momentous Club Mix)

## Pozycje na listach przebojów
| Lista (2002)                           | Najwyższa pozycja |
| -------------------------------------- | ----------------- |
| Belgian Ultratop 50 Singles (Flandria) | 16                |
| Belgian Ultratop 40 Singles (Walonia)  | 24                |
| Canadian Singles Chart                 | 12                |
| Dutch Top 40                           | 10                |
| German Singles Chart                   | 18                |

| Lista (2002)                         | Najwyższa pozycja |
| ------------------------------------ | ----------------- |
| Irish Singles Chart                  | 8                 |
| Latvian Airplay Top 40               | 30                |
| Swiss Singles Chart                  | 7                 |
| UK Singles Chart                     | 4                 |
| U.S. Billboard Hot 100               | 1                 |
| U.S. Billboard Hot R&B/Hip-Hop Songs | 4                 |
| U.S. Billboard Hot Dance Club Play   | 8                 |